# Collateralized debt obligations
Pour les articles homonymes, voir CDO.

Un collateralized debt obligation (CDO), en français titre de créance collatéralisé, est un produit de crédit adoptant une structure de titrisation d'actifs financiers de nature diverse, composée de titres représentatifs de portefeuilles de créances bancaires ou d'instruments financiers. Ces produits de finance structurés sont issus de montages complexes, répondant à différents besoins des banques, tels que réduire les coûts de refinancement, exploiter des opportunités d'arbitrage et surtout se défaire du risque de crédit. Ils ont été montrés du doigt lors de la crise financière de 2007 à 2011.

## La titrisation
On appelle titrisation la technique de gestion qui consiste à créer une société ad hoc, que l'on appelle special purpose vehicle (SPV), et qui va :
- acheter un ensemble de créances peu liquides (par exemple un portefeuille de prêts immobiliers accordés par une banque à ses clients). Ce portefeuille va constituer l'actif du SPV ;
- émettre d'autres créances de « format » plus adapté à des investisseurs. Ces créances émises constituent le passif du SPV et capturent la totalité du risque de crédit du portefeuille qui se trouve à l'actif.

La titrisation présente un intérêt évident pour les banques puisqu'elle leur permet de transférer leur excès de risque de crédit à des investisseurs, de la même manière que les particuliers transfèrent le risque de sinistre aux compagnies d'assurances. La banque crée ainsi le SPV qui achète des créances qu'elle détient passivement à son bilan, et les « repackage » pour en faire des titres qui seront ensuite vendus aux investisseurs.
Aujourd'hui, la titrisation se fait surtout de manière synthétique, c'est-à-dire par le biais de dérivés de crédit, ce qui implique que le SPV rentre directement dans des contrats Credit default swap (CDS) (plutôt que d'acheter des obligations), et investit dans un collateral (typiquement, une obligation notée AAA qui présente donc un risque de défaut faible) qui assure le paiement du taux Libor. La banque fait ainsi sortir les crédits du bilan pour les mettre dans une structure spécifique dénommée Special Purpose Vehicle.

## CDO

### Définition
Les CDO sont un type d'asset-backed security. Il s'agit de produits de crédit structurés, composés d'un portefeuille d'actifs à revenus fixes (crédits à taux fixe) ou variables (crédits à taux variable). Ils prennent la forme de titres de dettes émis par une structure ad-hoc, souvent un véhicule de titrisation (SPV), qui achète et détient :
- des obligations émises par des entreprises ou des banques (on parle alors de « Collateralized Bond Obligation ») ;
- des prêts bancaires (on parle alors de « Collateralised Loan Obligation »).

Ces actifs sont divisés en diverses tranches hiérarchisées en fonction d'accord de subordination. Les titres émis par le SPV sont des obligations « collatéralisées » (c'est-à-dire assurées) par les créances à l'actif du SPV. Chacun de ces titres est donc une Collateralized Debt Obligation. En général, ces titres vont exposer les investisseurs à différentes tranches du risque total du portefeuille de créances, on parle alors de tranches de CDO.

### Fonctionnement[2]
Les CDO sont des structures créées sur mesure par les banques à destination d'investisseurs et font partie des produits de gré à gré.
Les CDO sont des portefeuilles intégrant des produits de dettes comme actifs et émettant des créances de « seniorité » différente sur ces actifs.
Un CDO regroupe en général des titres issus de 120 à 250 actifs (asset-backed security (ABS), CDO (on parle alors de CDO2), ou tout simplement des obligations) différents pour un montant compris entre 1 et 2 milliards de dollars.

### Historique
Les CDO ont vu le jour dans les années 1990, adossés tant à de la dette d'entreprise qu'à des RMBS ou à des produits dérivés, ces titres sont souvent très bien notés par les agences de notation. Leur diffusion se fit ainsi de manière croissante. Les émissions de CDO dits cash (les produits les plus simples par comparaison aux CDO exotiques et aux CDO synthétiques) ont ainsi atteint en 2006 le record de 470 milliards de dollars dans le monde, selon la Banque des règlements internationaux.
Les « cash CDO » investissent dans des portefeuilles de crédit de manière directe, alors que les « synthetic CDO » s'y exposent via des Credit default swaps (CDS). Ces derniers sont des produits ou des contrats de gré à gré qui permettent à certains établissements financiers de s'assurer contre la perte de valeur d'un portefeuille sous-jacent via le paiement d'une prime de risque, le spread du CDS.

### Tranche de crédit
Un portefeuille d'obligations (c-à-d un CDO) étant risqué, il génère un spread qui excède le taux sans risque. L'institution qui a émis le CDO peut désormais vendre des créances en créant des tranches plus ou moins « séniores ». Le risque respectif varie avec la séniorité de la tranche.
Les parts de CDO sont divisées en trois tranches selon le degré de risque pris par l'investisseur :
- Les « tranches equity » sont les plus risquées. Elles sont généralement achetées par un hedge fund ou le gérant du CDO. Elles sont les premières à supporter le risque.
- Les « tranches mezzanine » sont intermédiaires. Elles sont généralement achetées par des gérants d'actifs ou des investisseurs en compte propre.
- Les « tranches senior ou super-senior » sont les moins risquées. Elles sont en général notées AAA par les agences de notation. Elles sont généralement achetées par des assureurs monoline (Rehaussement de crédit).

Le contrat d'une tranche de CDO comporte :
- un portefeuille de noms (i.e. émetteurs de dette) ;
- un point d'attachement (strike bas) ;
- un point de détachement (strike haut) ;
- un spread contractuel ;
- une date de maturité (échéance).

## Les risques
Les CDO, contenant une part de crédit à risques (subprime), ont été les actifs les plus touchés pendant la crise des subprimes de 2007. Un dirigeant de banque juge ainsi que les « CDO d'ABS sont un concentré de toxiques sur le subprime qui peut s'avérer très dangereux lorsque toutes les tranches font défaut, ce qui est le cas aujourd'hui ».
La crise a remis en question profondément l'utilisation de ces produits en raison des pertes massives qu'ont connu les investisseurs.
Les dangers liés à ce type structure de titrisation d'actifs financiers sont exposés dans le film d'Adam McKay, The Big Short : Le casse du siècle (2015), inspiré de l'ouvrage de Michael Lewis, The Big Short: Inside the Doomsday Machine (2010). Il montre notamment leur implication dans la crise financière qui a touché le monde à partir de 2007.